# Adrian Kolerski

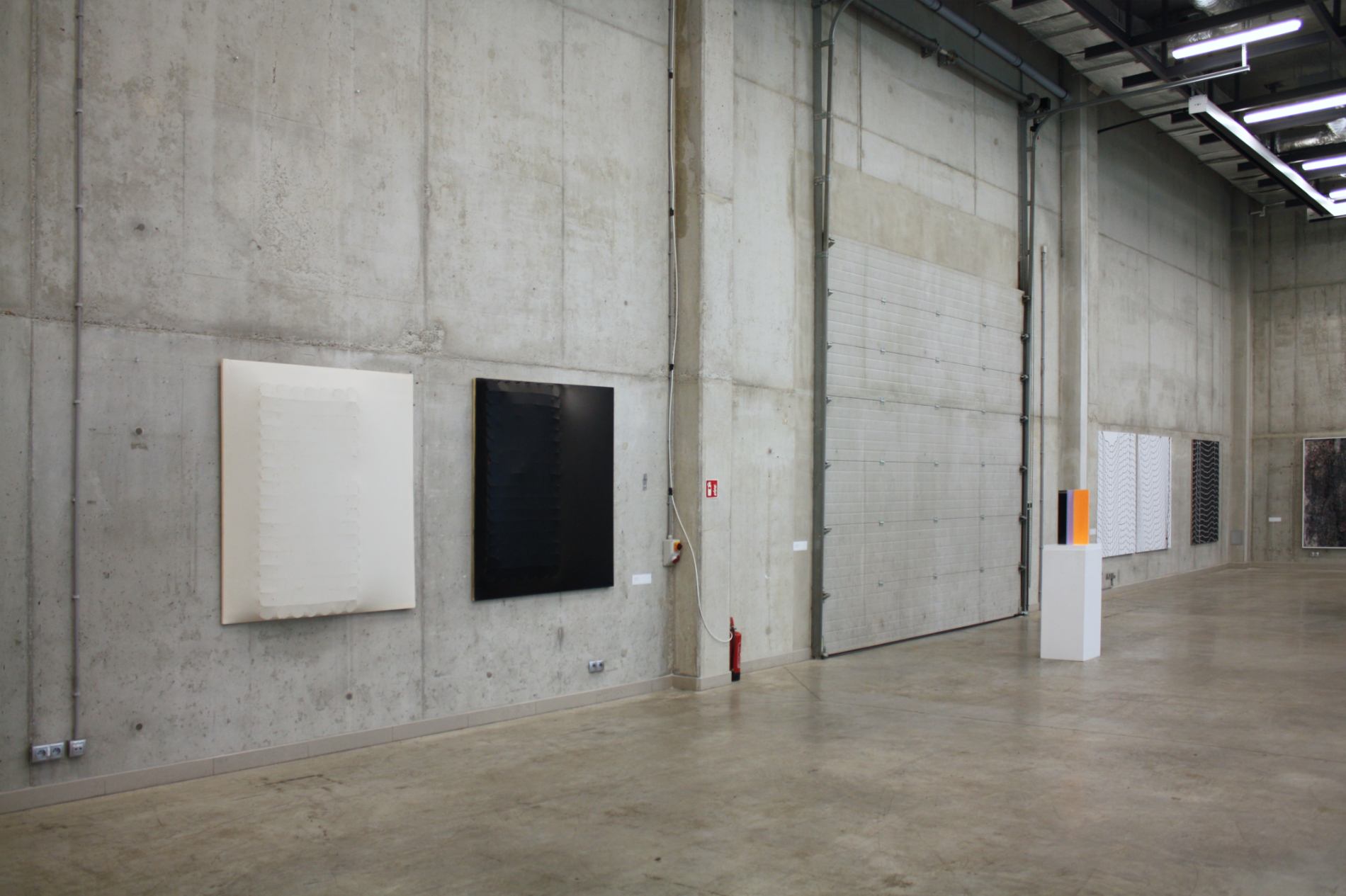
Adrian Kolerski, Spaces of Interspaces group show, Gallery of Academy of Fine Arts in Katowice

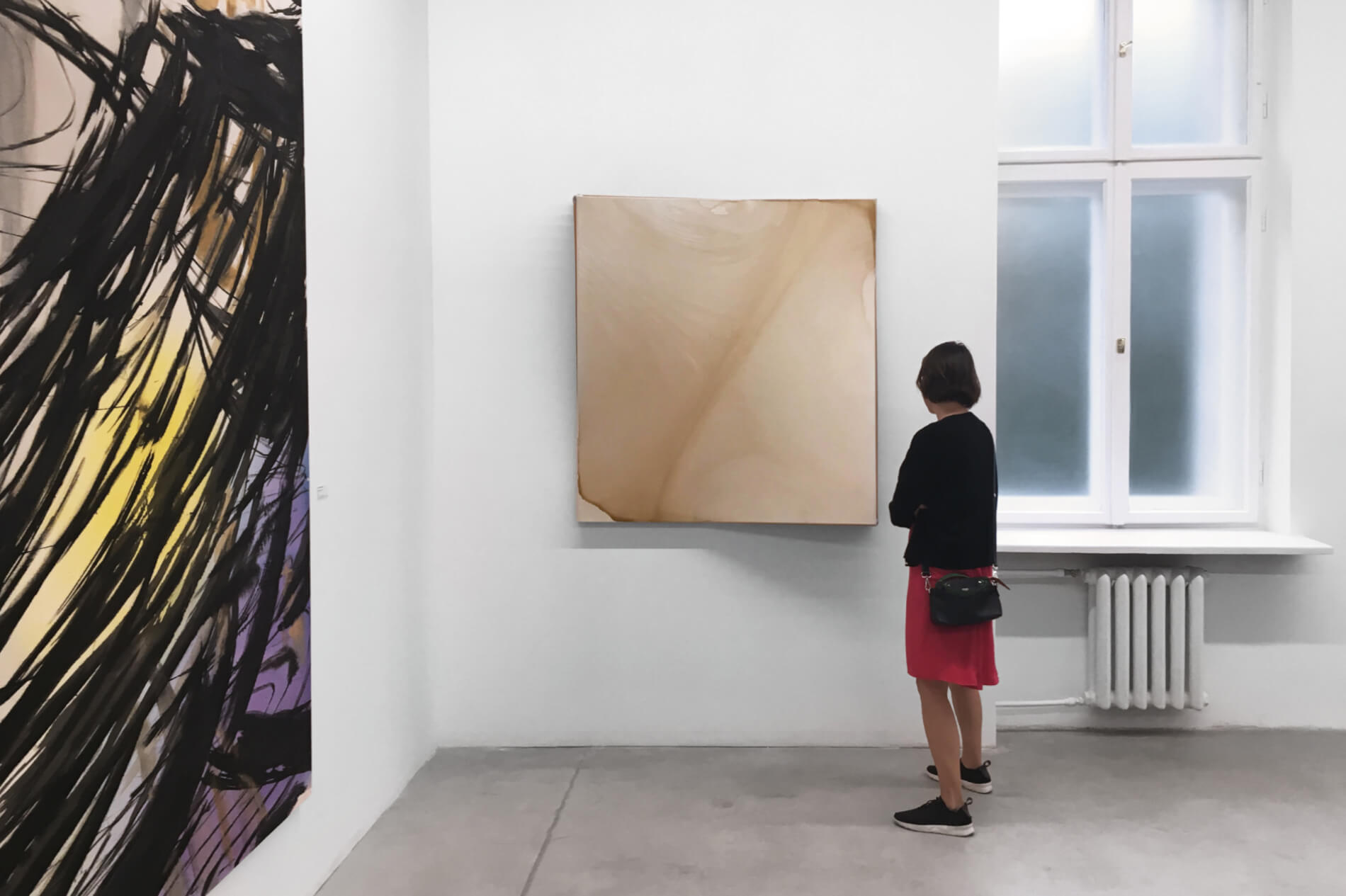
Adrian Kolerski, What About Abstraction, group show, Gierowski Foundation, Warsaw

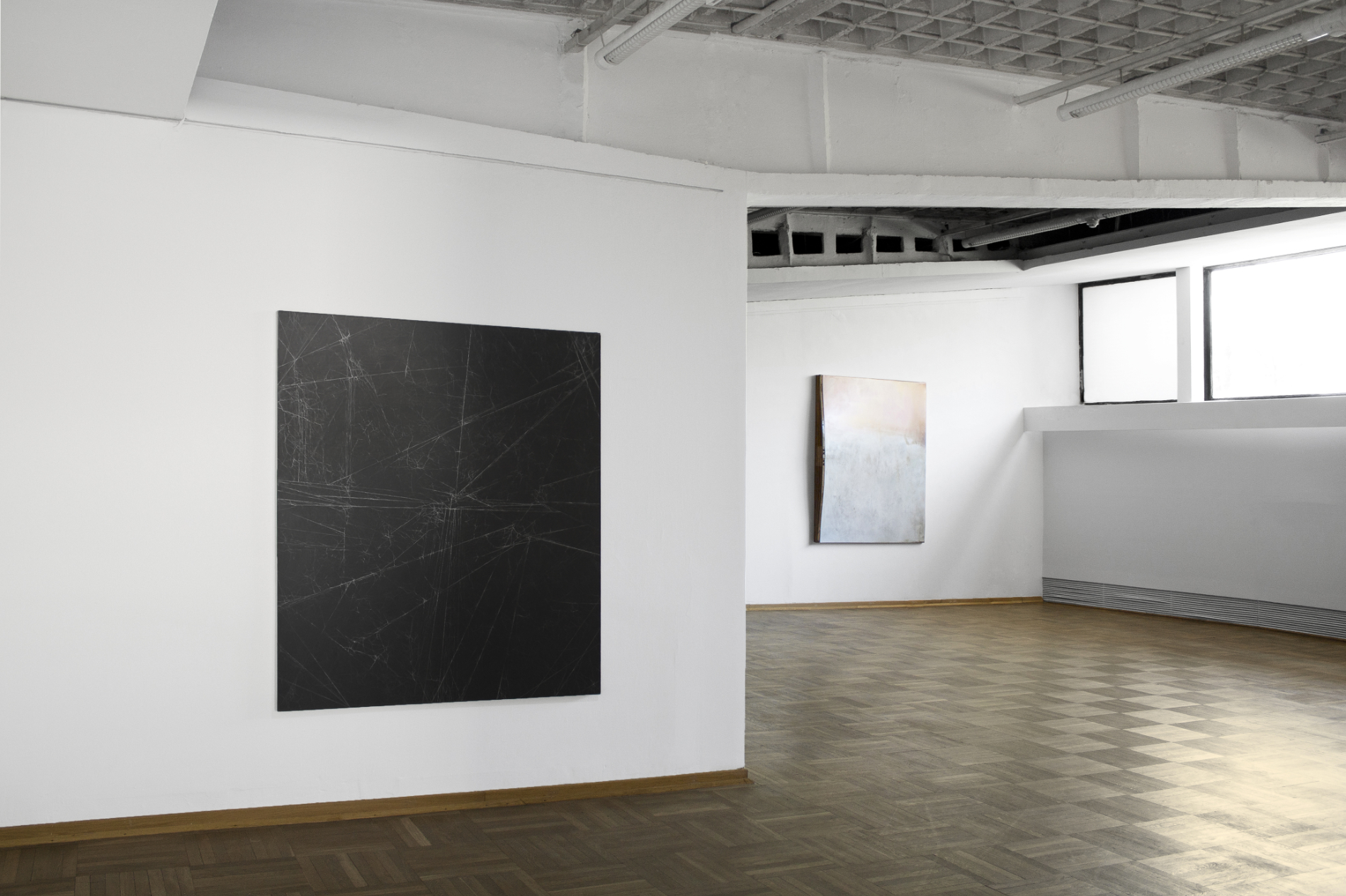
Adrian Kolerski, Domestic Animals, exhibition view, Bunkier Sztuki Gallery of Contemporary Art, 2018, curator: Marta Lisok

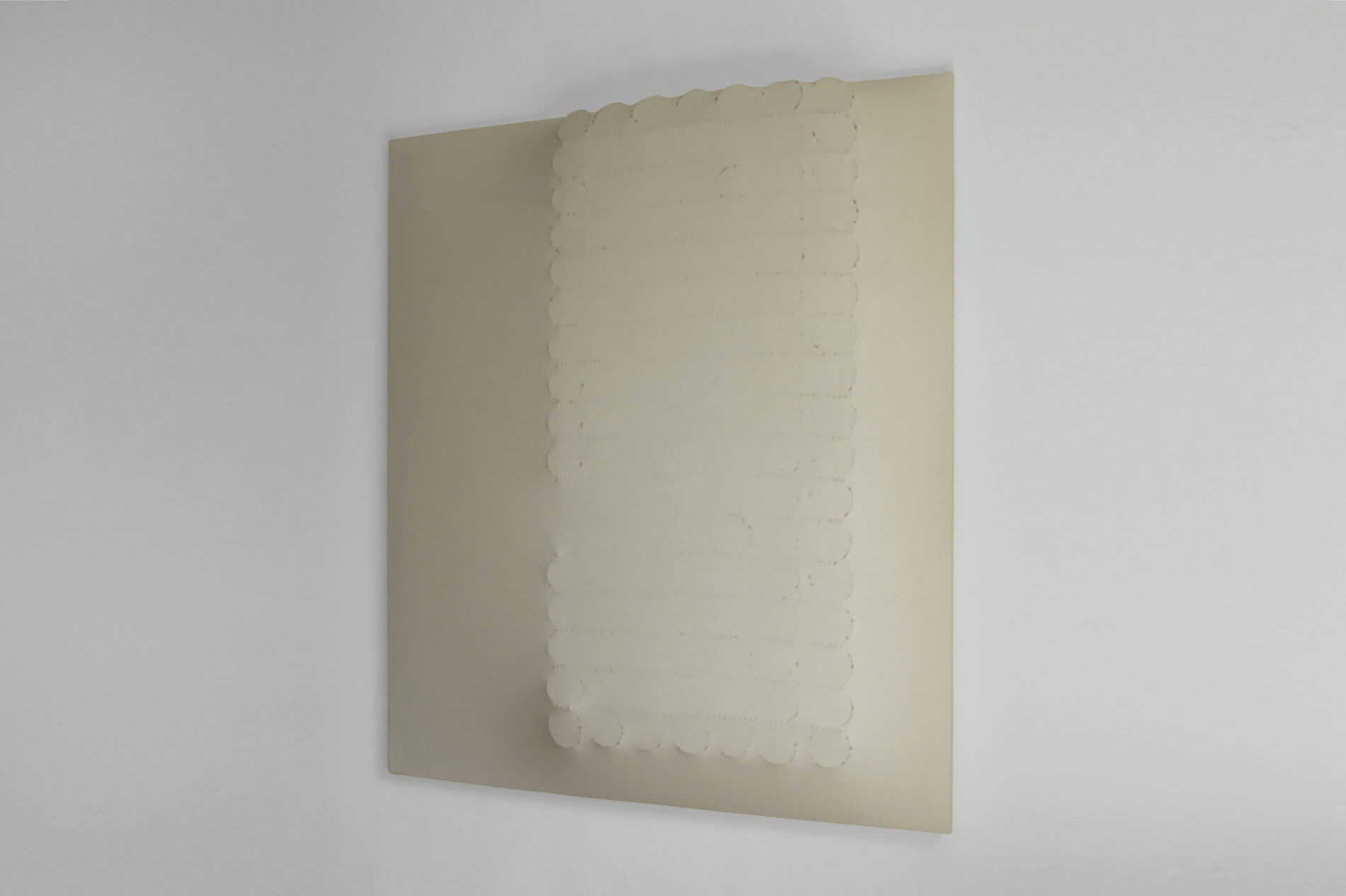
Adrian Kolerski, forma osiedlowa (2) 2019 transparentne płótno sprężyny stelaż 150x130 cm(panorama)

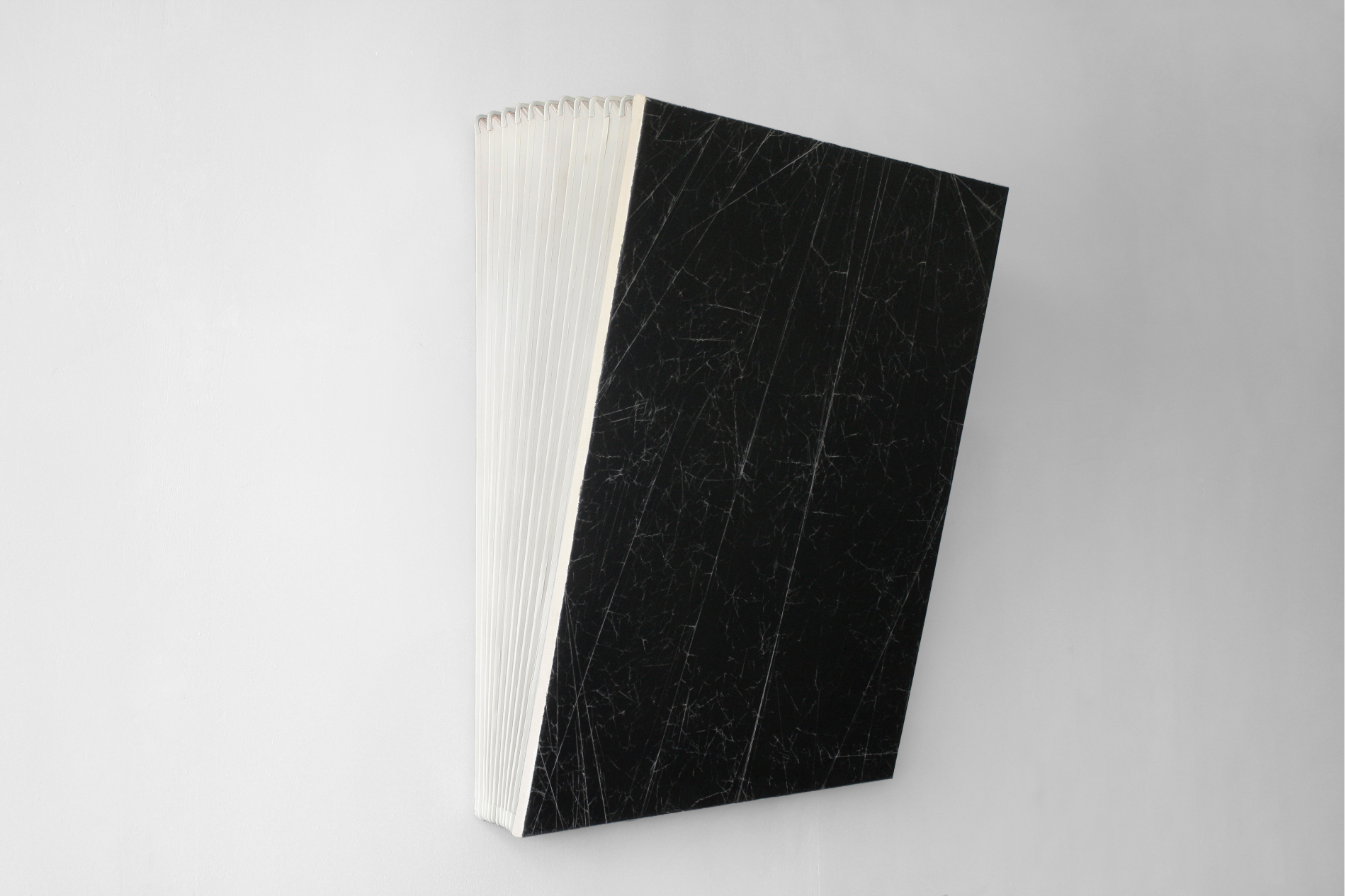
Adrian Kolerski, Bez tytułu, 100x80x30 cm, olej na płótnie, stelaż

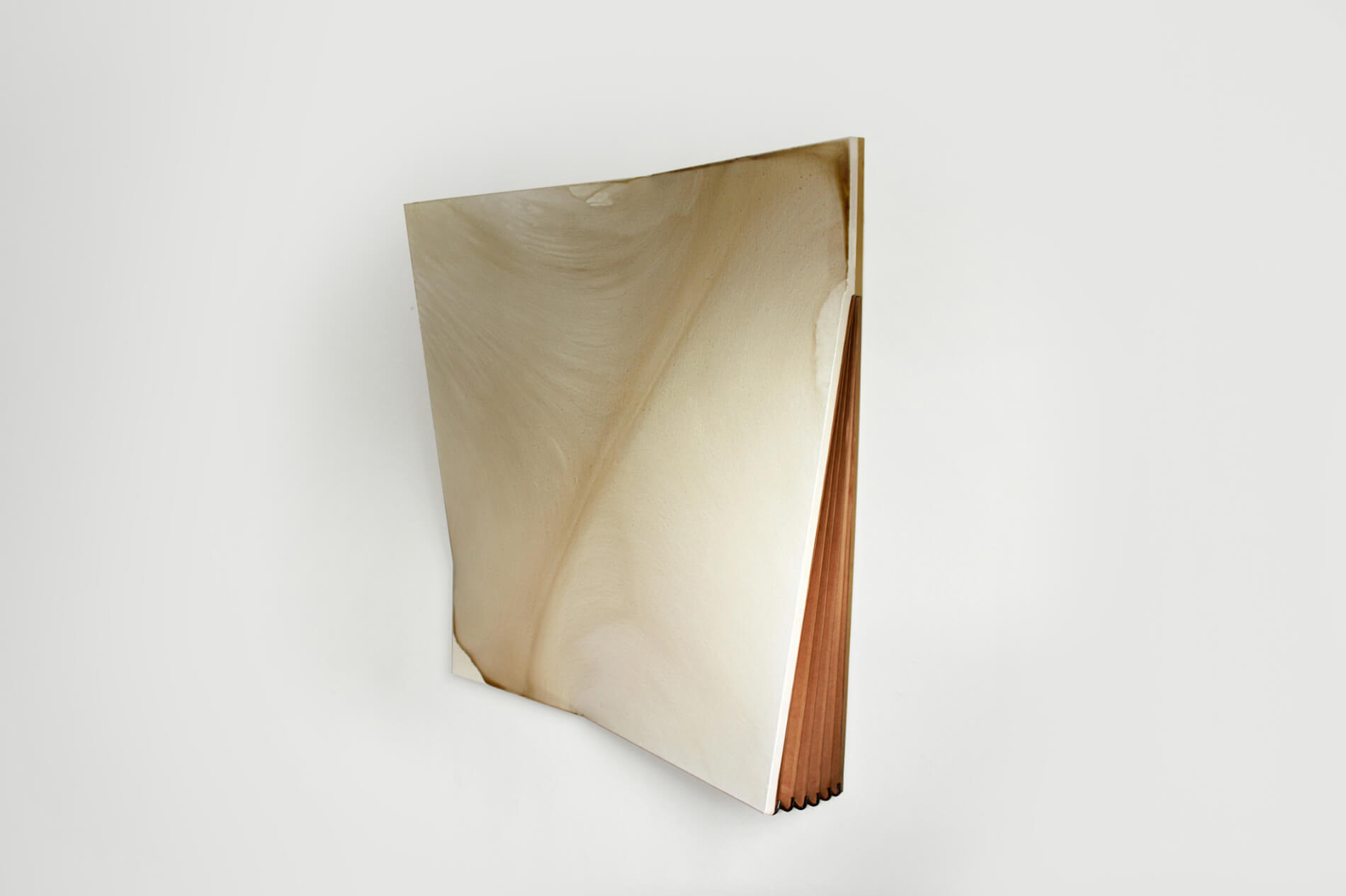
Adrian Kolerski, Untitled, 2017, oil on canvas, frame

Adrian Kolerski (ur. 1986 w Szczecinie) – polski artysta wizualny. Zajmuje się malarstwem, obiektem i video.

## Wykształcenie
Absolwent Wydziału Malarstwa Akademii Sztuk Pięknych w im. Jana Matejki w Krakowie, gdzie w 2012 obronił dyplom w pracowni prof. Andrzeja Bednarczyka. W latach 2015–2017 był asystentem w Katedrze Multimediów na Wydziale Sztuki Uniwersytetu Pedagogicznego w Krakowie. Od 2017 asystent w IV Pracowni Malarstwa dr hab. Hanny Nowickiej-Grochal na Wydziale Malarstwa (dawny Wydział Malarstwa i Nowych Mediów) Akademii Sztuki w Szczecinie.

## Wystawy
indywidualne:
- 2019 – Osiedlowy Dom Kultury[2] – Galeria Sztuki Wozownia, Toruń
- 2018 – Pale Blue Dot – Zona Sztuki Aktualnej, Szczecin[3]
- 2016 – This Is Not Another[4] – Galeria Henryk, Kraków
- 2014 – Zabawa w obojętność – Otwarta Pracownia, Kraków[5]
- 2013 – Obrazy, które zapomnisz – Arsene Wiatrak Gallery, Kraków[6]

grupowe:
- 2020 – Przestrzenie Międzyprzestrzeni Hommage à Otto Freundlich – Galeria Akademii Sztuk Pięknych w Katowicach[7]
- 2019 – Przestrzenie Międzyprzestrzeni – Zbrojownia Sztuki, Gdańsk[8]
- 2019 – Przestrzenie Międzyprzestrzeni – Bałtycka Galeria Sztuki Współczesnej, Słupsk[9]
- 2018 – Zwierzeta Domowe – Bunkier Sztuki, Kraków[10]
- 2018 – Scattered Rhymes – XY Gallery, Olomouc, Czechy
- 2017 – Łaska Pańska na Pstryk Koniu Jeździ – Galeria Henryk, Kraków[11]
- 2017 – No Problem – Galeria Potencja, Kraków[12]
- 2017 – Living in a Material World – BWA Warszawa, Warszawa[13]
- 2017 – Co z ta abstrakcją? – Fundacja Stefana Gierowskiego, Warszawa[14]
- 2017 – Forms Of Everydayness – Instytut Polski w Budapeszcie, Latarka Gallery, Budapeszt[15]
- 2017 – Jego białe pióra, oświecone słońcem, błyszczały jak samo słońce – Galeria Henryk, Kraków[16]
- 2016 – White Noise – Filharmonia im. Mieczysława Karłowicza w Szczecinie
- 2016 – Out of sight, out of mind – Galeria Henryk, Kraków[17]
- 2014 – Box: Krakow – Industra Gallery, Brno, Czechy[18]
- 2011 – Artexpo – Contemporary Art Fair, Arezzo, Włochy
- 2011 – Message – Cellar Gallery, Kraków
- 2010 – Rytmy i Rytuały – Muzeum Etnograficzne w Krakowie
- 2009 – Siedem Etapów Życia Kobiety – Muzeum Narodowe w Krakowie

## Nagrody
- Stypendysta Ministerstwa Kultury i Dziedzictwa Narodowego (2018)
- Stypendium Twórcze Miasta Szczecin (2010, 2011)